# Cadoul (film din 2014)
Cadoul este un film românesc din 2015 regizat de Dumitru Grosei. Rolurile principale au fost interpretate de actorii Niko Becker Valeriu Andriuță și Oliver Toderiță.

## Distribuție
Distribuția filmului este alcătuită din:
- Niko Becker — Copilul
- Oliver Toderiță — Pădurarul
- Valeriu Andriuță — Tatăl